# Ponanella felera
Ponanella felera är en insektsart som beskrevs av Delong och Freytag 1969. Ponanella felera ingår i släktet Ponanella och familjen dvärgstritar. Inga underarter finns listade i Catalogue of Life.